# Linia kolejowa nr 204
Linia kolejowa nr 204 – częściowo zelektryfikowana, pierwszorzędna linia kolejowa znaczenia państwowego łącząca Malbork ze stacją Braniewo przez Elbląg. Położona w północnej Polsce w granicach dwóch województw – pomorskiego i warmińsko-mazurskiego – oraz na obszarze działania PKP PLK Zakładów Linii Kolejowych w Gdyni i w Olsztynie.
Linia ta jest częścią strategicznie ważnej do 1945 roku magistrali kolejowej łączącej Berlin ze stolicą Prus Wschodnich – Królewcem (tzw. Ostbahn).

## Opis linii
- Kategoria linii: pierwszorzędna
- Klasa linii: C3
- Liczba torów[1] (odległości podano w kilometrach):
  - dwutorowa na odcinkach:
    - 0,170 – 41,905

  - jednotorowa na odcinkach:
    - 41,905 – 90,671
- Sposób wykorzystania: czynna
- Elektryfikacja: do Bogaczewa 41,988 km
- Szerokość toru: normalnotorowa
- Przeznaczenie linii: pasażersko-towarowa

| odcinek linii | odcinek linii | pociągi pasażerskie | szynobusy | pociągi towarowe |
| km pocz.      | km końcowy    | pociągi pasażerskie | szynobusy | pociągi towarowe |
| -0,190        | 1,204         | 100                 | 100       | 100              |
| 1,204         | 10,430        | 120                 | 120       | 100              |
| 10,430        | 15,770        | 100                 | 100       | 100              |
| 15,770        | 28,230        | 100                 | 100       | 80               |
| 28,230        | 40,985        | 100                 | 100       | 100              |
| 40,985        | 83,377        | 90                  | 90        | 90               |
| 83,377        | 90,671        | 80                  | 80        | 80               |

## Czas jazdy
Deklarowany czas przejazdu na tym odcinku o dystansie 90,671 km przedstawia się następująco (według rozkładu jazdy 2016/2017):
Pociąg regio nr 50614 z Gdyni Głównej do Elbląga (29 km):
| Stacja     | Odjazd | Czas postoju | Czas podróży |
| Malbork    | 17:05  | –            | 0            |
| Stare Pole | 17:15  | 1 min        | 10 min       |
| Elbląg     | 17:30  | –            | 25 min       |
| ---------- | ------ | ------------ | ------------ |

Pociąg przyspieszony regio nr 50606 Wiślany z Gdyni Głównej do Elbląga (29 km):
| Stacja     | Odjazd | Czas postoju | Czas podróży |
| Malbork    | 09:47  | –            | 0            |
| Stare Pole | 09:54  | 1 min        | 7 min        |
| Elbląg     | 10:07  | –            | 20 min       |
| ---------- | ------ | ------------ | ------------ |

Pociąg TLK nr 85111 z Gdyni Głównej do Olsztyna (126,5 km):
| Stacja  | Odjazd | Czas postoju | Czas podróży |
| Malbork | 10:42  | –            | 0            |
| Elbląg  | 11:00  | 1 min        | 18 min       |
| ------- | ------ | ------------ | ------------ |

## Połączenia
Pociągi osobowe kursują na odcinku od Malborka do Bogaczewa. Od Bogaczewa do Braniewa ruch pociągów pasażerskich jest zawieszony.

## Stan techniczny
W latach 2015–2016 wykonano szereg prac utrzymaniowych połączonych z optymalizacją parametrów linii kolejowej na odcinku Fiszewo – Elbląg. W ich wyniku prędkość maksymalna dla pociągów pasażerskich i SZT oraz EZT została podniesiona ze 100 km/h do 120 km/h.